# 時間領域反射率測定法
時間領域反射率測定法(time domain reflectometry:TDR)とは試料の特性インピーダンスを測定する手法。

## 概要
立ち上がりの速いステップ電圧を試料の両端に印加して、局所的に異なる比誘電率の組成の試料に加わる電圧の時間的変化から試料の内部構造を把握する。計測には一般的にはネットワークアナライザが用いられるがアダプタを使用すればオシロスコープでも測定可能。伝送線路上の任意の位置における特性インピーダンスがわかる。

## 用途
- 伝送線路測定 - ケーブルやプリント基板の配線などの伝送線路の一次元レーダとして機能する[1][5]。
- 地質調査 - 土壌の含水量などがわかる[6]。
- 非破壊検査